# CPT 정리
양자장론에서 CPT 정리(-定理)란 모든 상대론적 양자장론은 CPT 대칭을 따른다는 정리다. CPT 대칭이란 C대칭과 P대칭, T대칭의 합성(composition)이다. 독일의 게라르트 뤼더스 (Gerhart Lüders)와 오스트리아의 볼프강 파울리가 1954년에 증명하였다. 뤼더스-파울리 정리로 불리기도 한다.
자세히 말하자면, CPT 정리는 로런츠 공변이고, 국소적이고, 에르미트적인 해밀토니안을 가진 양자장론에 해당한다. 와이트먼 공리 따위로 수학적으로 엄밀하게 증명할 수 있다. 이런 공리적인 증명은 스위스의 레스 요스트 (Res Jost)가 최초다.

## C대칭, P대칭, T대칭
P 대칭과 T 대칭은 시공에 해당하는 대칭이다. 3+1차원에서, 로런츠 군은 네 조각으로 나뉜다. 이 네 조각 사이에는 시간축을 뒤집거나 (홀수 개의) 공간축을 뒤집어서 변환할 수 있다. 시간축을 뒤집는 변환을 T대칭, 세 공간축 모두를 뒤집는 대칭은 P대칭이다.
C대칭은 디랙 스피너에서 오른손과 왼손 부분을 서로 바꾸는 대칭이다. (바일 스피너의 경우 오른손 바일 스피너를 왼손 바일 스피너로 바꾸고, 마요라나 스피너의 경우는 불변이다.)
양자전기역학과 같은 이론은 C, P, T 대칭 모두를 각각 보존한다. 그러나 약력은 C와 P대칭을 전혀 따르지 않고 (maximal violation), CP대칭도 미세하지만 따르지 않는다. (즉 CPT정리에 따르면 약력은 T대칭도 따르지 않는다.) 결국 C, P, T 대칭 셋 다 개별적으로는 자연계에 존재하지 않고, 셋을 합성한 CPT만 존재한다.

## 같이 보기
- 푸앵카레 군
- 반전성
- CP 위반
- IKAROS

## 참고 문헌
- Sozzi, M.S. (2008). 《Discrete symmetries and CP violation》. Oxford University Press. ISBN 978-0-19-929666-8.
- Griffiths, David J. (1987). 《Introduction to Elementary Particles》. Wiley, John & Sons, Inc. ISBN 0-471-60386-4.
- Streater, R. F.; A. S. Wightman (1964). 《PCT, spin and statistics, and all that》. Benjamin/Cummings. ISBN 0-691-07062-8.